# ستيفاني بنسون
ستيفاني بنسون (بالإنجليزية: Stephanie Benson)‏ هي مغنية غانية، ولدت في 16 أغسطس 1970 في كوماسي في غانا.

## وصلات خارجية
- الموقع الرسمي